# Nachtspeicherheizung
Die elektrische Speicherheizung, auch Nachtspeicherheizung, Nachtstromspeicherheizung, Nachtspeicherofen oder Niedertarif-Speicherheizung genannt, ist eine elektrisch betriebene Heizung, bei der ein Wärmespeicher in Schwachlastzeiten durch im Vergleich zum Normaltarif günstiger angebotene elektrische Energie aufgeheizt wird. Dieser von vielen Stromversorgern angebotene Niedertarifstrom wird meist – nicht ganz zutreffend – als Nachtstrom bezeichnet.

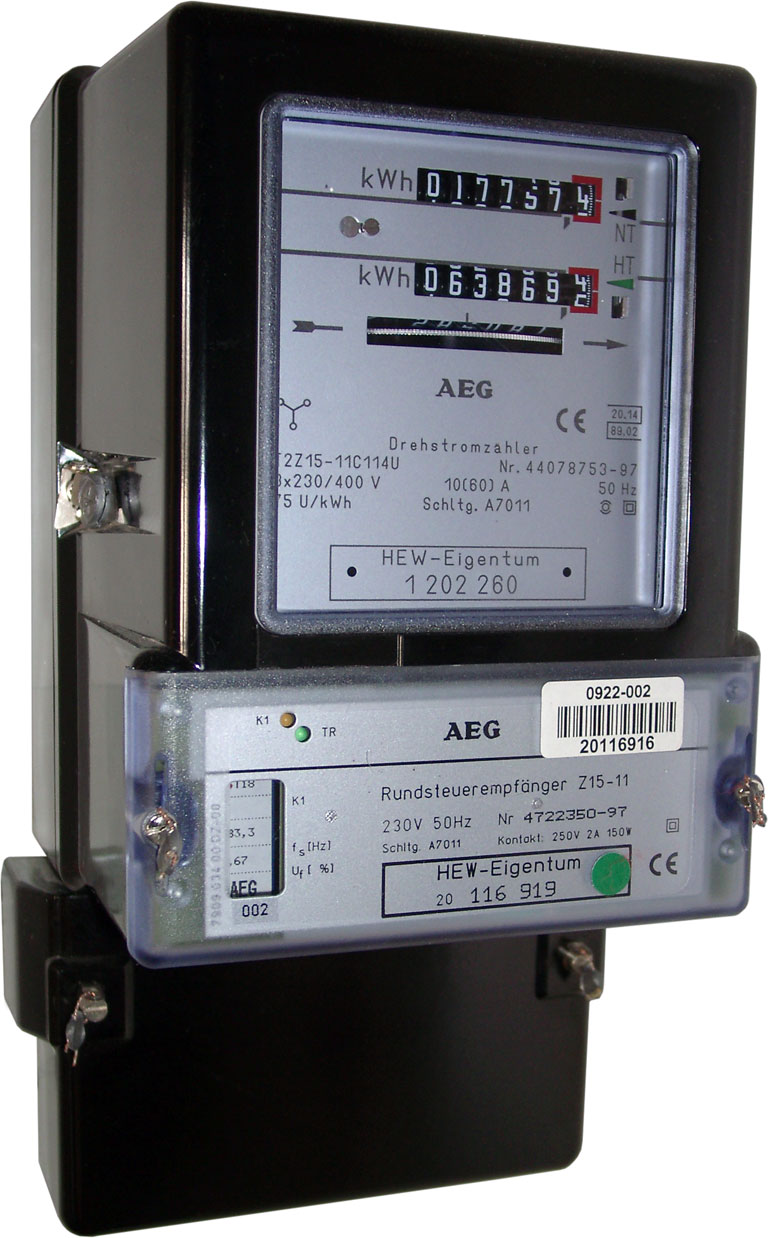
Zweitarif-Drehstromzähler mit Zählwerken für Niedertarif (oben) und Hochtarif (unten) sowie integriertem Rundsteuerempfänger

In den Schwachlastphasen nachts, vereinzelt auch am Nachmittag, wird der elektrische Strom genutzt, die Speicheröfen aufzuheizen. Die Wärme wird dort über einige Stunden gehalten. Um Niedertarifstrom zu nutzen, bedarf es spezieller Stromzähler mit zwei Zählwerken für Hochtarif (HT, Tagstrom oder Normaltarif) und Niedertarif (NT oder Nachtstrom) sowie einer Einrichtung zur Tarifumschaltung.
Die Umschaltung wird von den Energieversorgungsunternehmen (EVU) meist mit Tonfrequenz-Rundsteuertechnik oder über Langwellenfunk (Funkrundsteuertechnik) ferngesteuert durchgeführt, vereinzelt auch über Zeitschaltuhren in der Hauptverteilung des Kunden.

## Geschichte
Speicherheizungen wurden in den 1950er- und 1960er-Jahren als Alternative zu Öfen für Kohle oder Heizöl propagiert, besonders für ländliche Gebiete, in denen keine Gasversorgung vorhanden war. Zentrale Argumente waren eine reduzierte Staub- und Geruchsbelästigung am Nutzungsort, ein eingesparter Lagerraum für Brennstoff und eine einfachere Haustechnik. So wurden im Gegensatz zu Warmwasserheizungen statt Rohrleitungen nur einfacher nachrüstbare Stromleitungen benötigt. Auch für hochwassergefährdete Gebiete wurden sie empfohlen, da sie keine im überschwemmungsgefährdeten Keller unterzubringenden Anlagenteile (Heizkessel, Öltank etc.) erfordern.
Hauptmotiv für die Energieversorger war die stetigere Auslastung ihrer Grundlastkraftwerke, zunächst Kohlekraftwerke, später ebenso Kernkraftwerke. Deshalb wurde versucht, nachts mehr Nachfrage zu schaffen. Speicherheizungen ermöglichten den Stromversorgern, weitgehend selbst zu bestimmen, wann Lieferungen erfolgen. Förderprogramme und Strom zu niedrigeren Tarifen förderten den Einsatz der Speicherheizungen in Wohnungen und Wohnhäusern.
Nach der ersten Ölkrise 1973 stiegen die Energiekosten und Subventionen des Niedertarifs relativierten sich; Speicherheizungen verloren gegenüber konventionellen Zentralheizungen an Wirtschaftlichkeit. Zusätzlich wirkte sich der verglichen mit konventionellen Heizungen niedrige Gesamtwirkungsgrad negativ aus, und damit ebenso die in Summe deutlich höhere Umweltbelastung durch die (immer noch überwiegend konventionelle) Stromerzeugung. Aus Umwelt- und Gesundheitssicht ebenso negativ ist der Umstand, dass viele Jahre lang Asbest in Nachtspeicherheizungen verbaut wurde, dessen Fasern in die Atemluft gelangen können und erhebliche Gesundheitsgefahren bergen.
Mittlerweile stehen Nachtstromtarife in Deutschland nicht mehr flächendeckend zur Verfügung. In anderen Ländern wie beispielsweise Österreich gibt es sie weiterhin; Neuanmeldungen bei einem Landesenergieversorger oder bei privaten Energieversorgern sind möglich.

### Deutschland
Bis Ende der 1980er Jahre wurden in Deutschland Nachtspeicherheizungen mit einer elektrischen Anschlussleistung von ca. 40.000 MW installiert.
Die Einführung der Stromsteuer am 1. April 1999 erhöhte die Kosten dieser Heizmethode.
Bis Ende 2006 war der Steuersatz für Strom im Niedertarif, mit dem die Speicherheizungen im Allgemeinen betrieben werden, gegenüber dem Regelsteuersatz reduziert – bei 2,2 Mio. Haushalten in Betrieb; seit 2007 ist der Stromsteuersatz für Hoch- und Niedertarif (Tag- bzw. Nachtstrom) gleich; im Jahr 2009 in nur noch in 1,6 Mio. Haushalten.
Auch die Liberalisierung des Strommarktes mit der Aufteilung der vormals integrierten Unternehmen entzieht der Nachtspeicherheizung ihre Existenzgrundlage. Die nachts Auslastung suchenden Kraftwerksbetreiber sind nicht mehr unbedingt die Netzbetreiber, über deren Leitungen die Sondernutzung der Steuerung erfolgen muss, und beide sind nicht mehr unbedingt die Vermarkter für Endkunden, die den zusätzlichen Aufwand doppelter Verbrauchserfassung und -abrechnung einzukalkulieren haben.
Im Hinblick auf Primärenergieverbrauch und CO2-Belastung beschloss die Bundesregierung mit § 10a der Energieeinsparverordnung (EnEV) in der Fassung vom 29. April 2009, dass nach einer Übergangsfrist alle Nachtspeicherheizungen nicht mehr betrieben werden dürfen. Diese Regelung wurde 2013 wieder aufgehoben (siehe vorletzten Absatz in diesem Artikelabschnitt).
Die KfW-Bank zahlte bis zum 31. August 2010 bis zu 200 Euro Zuschuss pro Nachtspeicherofen für dessen Entsorgung; vorher ausgestellte Rechnungen wurden noch bis zum 30. November 2010 berücksichtigt.
2012 brachten die Energieversorger RWE und EnBW ins Gespräch, das Verbot für Nachtspeicherheizungen aufzuheben, um sie für die gezielte Speicherung von Energie aus regenerativen Quellen zu nutzen.
Während Sturmphasen steht Windstrom gelegentlich in großen Mengen zur Verfügung, wodurch konventionelle Kraftwerke gerade nachts aufgrund des Vorrangs erneuerbarer Energien stark gedrosselt oder heruntergefahren werden müssen.
Das Bundesministerium für Verkehr, Bau und Stadtentwicklung dementierte diesen Bericht zunächst. Mit Stand 2018 zeigte sich jedoch, dass Nachtspeicherheizungen in der Praxis in aller Regel deutlich zu unflexibel für eine etwaige Integration erneuerbarer Energien sind. Im Rahmen eines europäischen Forschungsprojekts wurde gezeigt, dass eine Flexibilisierung der deutschen Nachtspeicherheizungen nicht zwingend zu einer besseren Integration fluktuierender erneuerbarer Energien führen würde und vermutlich auch nicht kosteneffizient wäre.
Am 17. Mai 2013 beschloss der Bundestag, das vom Kabinett Merkel I (2005–2009) stammende Verbot des Betriebes von Nachtspeicherheizungen nach dem Jahr 2019 außer Kraft zu setzen. Diese dürfen nun auch nach dem 31. Dezember 2019 weiter betrieben werden. Während Vertreter der Koalitionsregierung, der Energiekonzerne sowie des Wohnungs- und Grundeigentümer-Verbandes Haus und Grund den Beschluss lobten, äußerten Umweltverbände scharfe Kritik daran und bezeichneten ihn als Klientelpolitik für Energiekonzerne. Nachtspeicherheizungen verursachten aufgrund ihres hohen Stromverbrauchs dreimal so hohe Emissionen wie Gasbrennwertkessel, zudem sei die Rechtfertigung, dass Nachtspeicherheizungen eine notwendige Speichertechnologie für die Energiewende seien, eine Farce. Nachtspeicher verbrauchten jährlich 10–15 TWh elektrischer Energie, es würden jedoch pro Jahr nur ca. 0,42 TWh Windstrom abgeregelt werden. Auch führe der Einsatz von Nachtspeicherheizungen in verbrauchsintensiven windarmen Stunden zu einer Zusatzbelastung des Stromsystems.
Durch die vergleichsweise hohen Kosten sind Nachtspeicherheizungen allerdings nach wie vor unattraktiv. Da zudem viele in den 1960er und 70er Jahren eingebauten Geräte mittlerweile das Ende ihrer Lebensdauer erreicht haben, werden sie oftmals, insbesondere bei einer generellen Sanierung der zugehörigen Immobilie, nicht mehr erneuert, sondern durch andere Heizungssysteme ersetzt. Da der Neueinbau von Nachtspeicherheizungen praktisch nicht mehr stattfindet, nimmt die Zahl der Nachtspeicherheizungen in Deutschland kontinuierlich ab. 2023 waren 1,8 % der 41,9 Mio. Wohnungen immer noch mit ihnen beheizt (~750.000).

## Speicherarten

### Zimmerofen (Einzelspeichergerät)

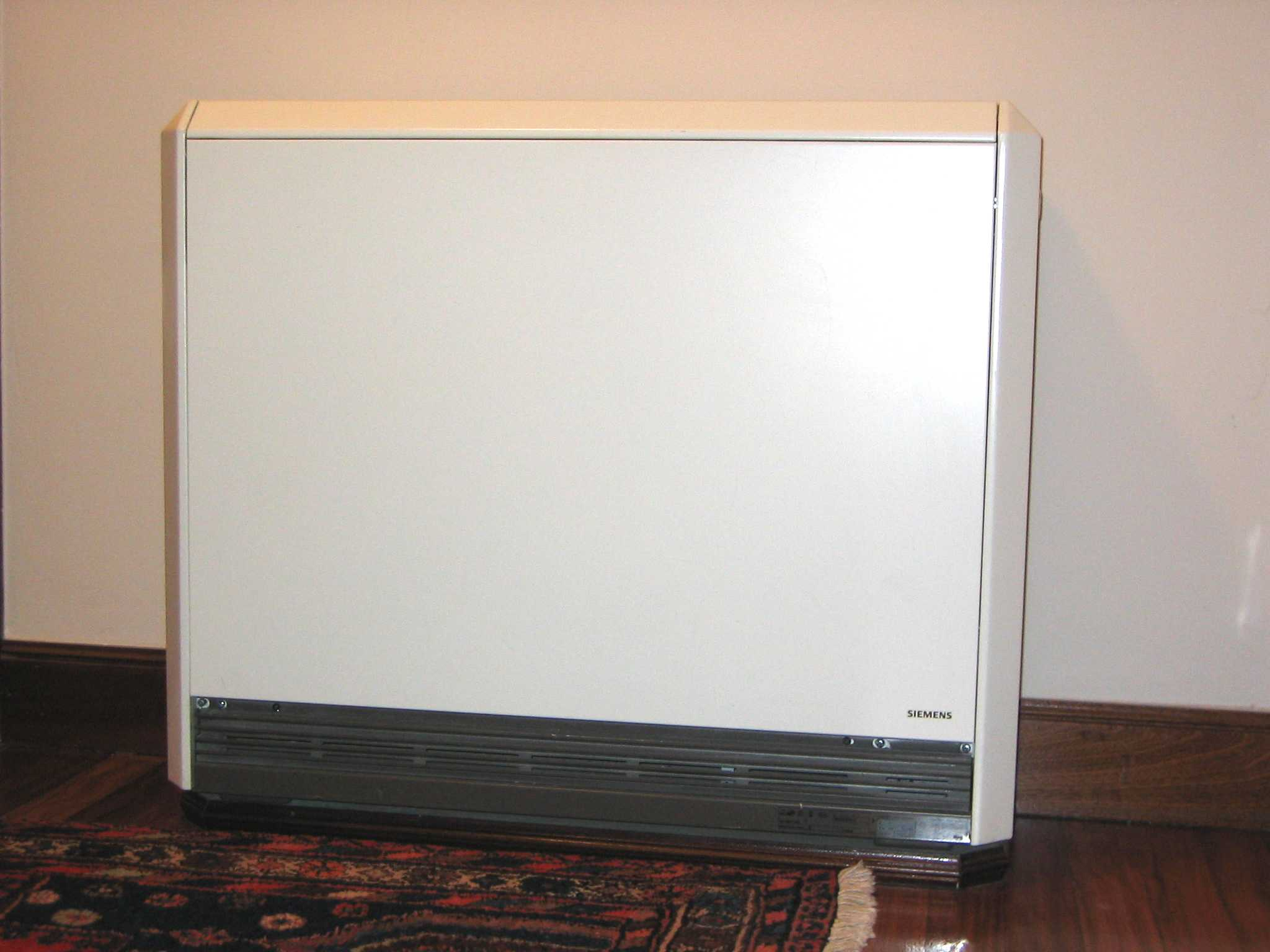
Typischer Nachtspeicher-Zimmerofen

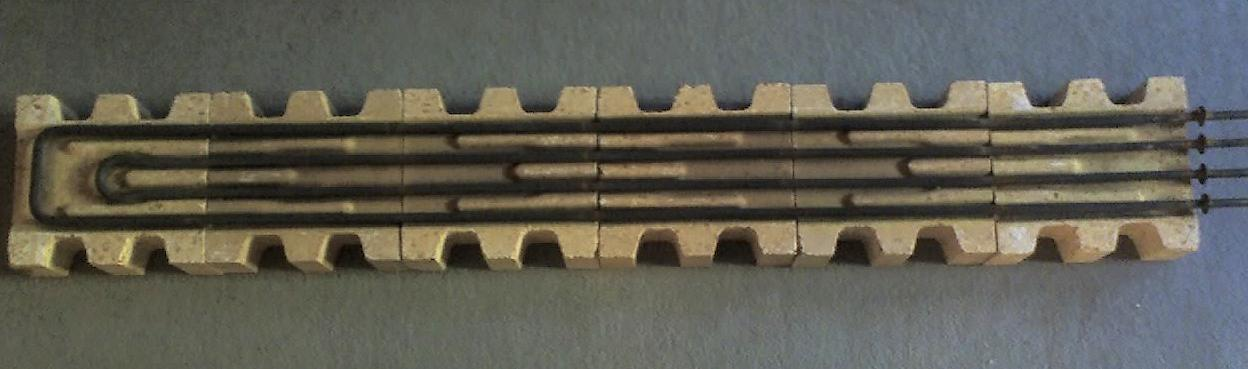
Heizelement eines Speicherofens

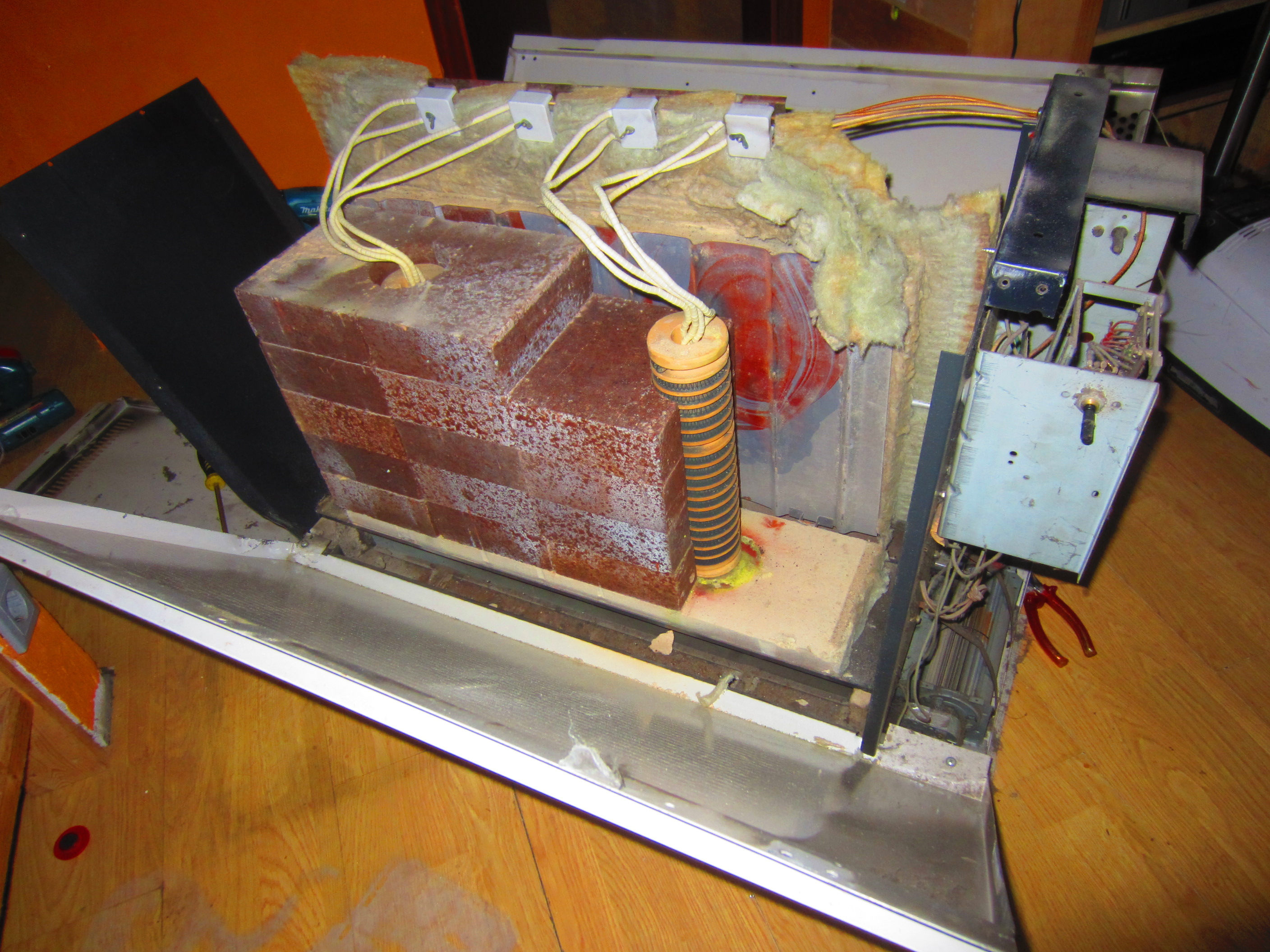
Einzelspeichergerät in teilzerlegtem Zustand: rostbraun die Speichermasse, beige die keramischen Halter der Heizdrähte, ganz rechts Steuerelemente

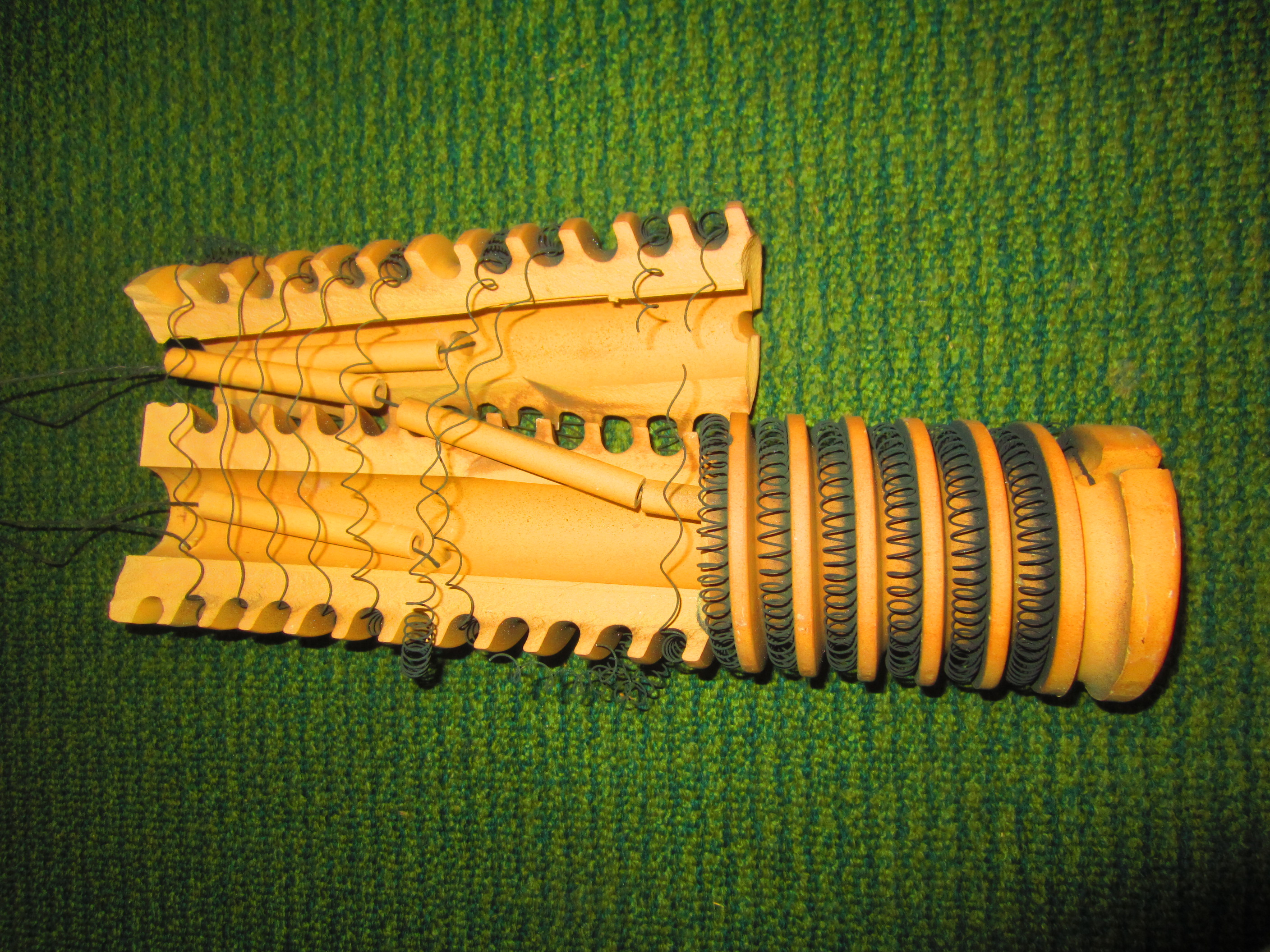
Heizdrähte und keramischer Halter des oben abgebildeten Einzelspeichergeräts

Ein Nachtspeicherofen ist ein weitgehend wärmeisoliertes, elektrisch betriebenes Heizgerät, in dem Formsteine mit hohem Magnesitgehalt als Wärmespeicher dienen. Der Speicherkern kann Temperaturen von bis zu 650 °C erreichen. Er wird zu Niedrigtarif-Zeiten mit elektrischen Heizelementen aufgeheizt, die sich mit einem Thermostat im Kern abschalten, wenn die Maximaltemperatur der Speichermasse erreicht ist. Eine von der Außentemperatur abhängige Ladesteuerung kann für eine an die Außentemperatur angepasste Aufladung des Speicherofens sorgen – die Heizelemente werden dann gegebenenfalls bereits früher abgeschaltet.
Die Wärme wird zwar teilweise trotz Isolation durch Wärmestrahlung und Konvektion in den Raum abgegeben, die wesentliche Wärmeabgabe wird jedoch durch ein Gebläse erreicht. Das Gebläse fördert die Raumluft durch das erhitzte Steinpaket und ist von einem Thermostat gesteuert.

### Feststoff-Zentralspeicher für Warmwasserzentralheizung
Das Funktionsprinzip ist das Gleiche wie beim Zimmerofen, jedoch befindet sich im Unterbau des Zentralspeichers ein Luft-Wasser-Wärmeübertrager. Über diesen Wärmeübertrager wird in einem geschlossenen Luftkreislauf die in den Luftkanälen erwärmte Luft geführt. Die Luft wird von einem Ventilator durch Luftkanäle in den Speichersteinaufbau geblasen, entzieht dabei den Speichersteinen Wärme und erwärmt beim Durchgang durch den Wärmeübertrager das Wasser der Zentralheizung. Das erwärmte Heizungswasser wird von einer Umwälzpumpe durch die Heizkörper innerhalb des Gebäudes geführt und dann zum Wärmeübertrager zurückgeführt.

### Fußboden-Nachtspeicherheizung (elektrisch)
Neben der Warmwasserfußbodenheizung mit Wasservorratsspeicher gibt es die elektrische Variante:
Mit mäanderartig verlegten Widerstandsdrähten, die in verschweißten Kunststofffolien zu Matten fixiert sind, wird der Estrich aufgeheizt. Der Aufbau ist wie folgt: Auf dem Untergrund (z. B. einer Betondecke) liegt eine etwa 2 bis 4 cm dicke Polystyrolschicht, darauf folgt wegen der abgegebenen Wärme der Heizdrähte eine 2 cm dicke trittfeste Mineralfaserplatte. Auf die Mineralfaserplatten werden die Heizmatten nebeneinander und kreuzungsfrei verlegt. Auf die Heizmatten folgt eine Lage Kunststofffolie, dann wird der Speicherestrich aufgebracht, in dem sich der Wärmefühler befindet. Je dicker der Estrich, desto größer ist die Speicherwirkung. Der Wärmefühler sollte sich im Schwenkbereich von Türen befinden, da er dort nicht von Möbeln verdeckt wird. Anderenfalls würde ständig eine höhere Temperatur angezeigt werden, als im Rest des Estrichs herrscht, und der Raum würde ungenügend geheizt. Auf den Estrich können Fliesen, geeignete Teppichböden usw. verlegt werden.
Im Bereich vor großen Fensterflächen wird meist dicht unter der Fußbodenoberfläche eine Randzonenheizung verlegt, die über Zimmerthermostat mit Tagheiz- oder Haushaltstrom betrieben werden kann (z. B. bei tieferen Außentemperaturen).
Nachteile dieser Heizungsart:
- Nur die Aufladung kann beeinflusst werden, die Wärmeabgabe jedoch nicht: morgens am wärmsten, abends am kühlsten.

Vorteile:
- keine Heizkörper, mehr freie Stellfläche.
- keine Staubaufwirbelung wie bei Nachtspeicheröfen mit Gebläse.
- keine Reinigung oder regelmäßige Wartung erforderlich, daher auch keine Kosten für den Schornsteinfeger.

Zum Betrieb eignet sich am besten eine Regelung mit Rückwärtssteuerung, d. h. die Aufladung beginnt außentemperatur- und restwärmeabhängig so spät wie möglich bis zum Speicherende am Morgen. Dadurch steht „Nachtwärme“, sofern dieser Niedertarifstrom noch angeboten wird, preisgünstig längstmöglich in den Tag hinein zur Verfügung und die Benutzung der nachmittäglichen Nachladung (teurer) wird auf ein Minimum reduziert. Günstig wirkt sich hier ein vom EVU vorgegebener möglichst später Ladeschluss aus.

### Gesetzte Kachel-Nachtspeicheröfen
In den 1950er- und 1960er-Jahren wurden die Öfen zumeist nicht fertig geliefert, sondern als Kachelofen gesetzt. Ein Ofenbauer setzt einen meist quaderförmigen Kachelofen, auch andere Bauarten sind möglich. Dieser wird mit Speichersteinen gefüllt. Ein Elektriker baut die Heizelemente ein, verkabelt diese mit der Steuerung und schließt den Ofen an das Stromnetz an. Abschließend verschließt der Ofenbauer den Ofen mit Kacheln. Da gesetzte Öfen recht schwer sind, muss die Belastbarkeit des Untergrunds beachtet werden. Die Wärmeabgabe erfolgt überwiegend über Strahlung der Kacheln („Kachelofenklima“), oft wird an einer Öffnung an der Unterseite zusätzlich ein meist thermostatgesteuerter Ventilator angebracht, der bei Bedarf zusätzlich Wärme abgibt. Durch die größere Oberfläche des Ofens wird die abgegebene Wärme als gleichmäßiger empfunden als bei kleineren, fertig gelieferten Geräten. Durch die zum größten Teil über Strahlung abgegebene Wärme vermeidet man die dauernde Staubaufwirbelung, trockene Luft usw. durch den Ventilator. Bei entsprechender Bauweise ist pro Wohnung oder pro Stockwerk im Einfamilienhaus nur ein Ofen nötig.

#### Bauarten
- statisch: Wärmeabgabe nur über Strahlung
- dynamisch: Wärmeabgabe bei Bedarf über einen Ventilator
- statisch und dynamisch kombiniert: Strahlungswärme und zusätzlich bei Bedarf Wärmeabgabe per Ventilator (wie oben beschrieben). Dies ist die am weitesten verbreitete Bauart.
- Konvektion: An der Ober- und Unterseite sind verschließbare Öffnung vorgesehen, die kühlere Luft erwärmt sich in einem Zwischenraum im Ofen und steigt nach oben.
- weitere: Zwischen Speicherkern und Kacheln befindet sich ein Zwischenraum, bei Bedarf wird von einem Ventilator heiße Luft von den Speichersteinen an die Kacheln geblasen. Vorteil: die Luft wird nur im Ofen umgewälzt. Dadurch reine Strahlungswärme und keine Staubaufwirbelung und Staubverschwelung. Nachteil ist der geringere Wärmetransport nach außen.

Zusätzlich besteht die Möglichkeit, direkt an der Innenseite der Kacheln Heizelemente (z. B. Heizdrähte) installieren zu lassen, die mit Tagstrom betrieben werden, um bei plötzlichem Kälteeinbruch rasch Wärme zur Verfügung zu haben.

### Wasserspeicher
Auch Wasser ist als Wärmespeicher nutzbar.
- In Form eines zu Niedrigtarifzeiten aufheizenden Warmwasserspeichers
Übliche Volumina liegen in Einfamilienhäusern bei 60–100 Liter je Person, ausreichend für den Tagesbedarf einer Familie.
- Elektrisch beheizter Heizungs-Warmwasserspeicher
Grundsätzlich kann jede Zentralheizung damit betrieben oder ergänzt werden. Eine Niedertemperaturheizung ist jedoch wegen der größeren nutzbaren Temperaturdifferenz zu bevorzugen.

## Betrieb einer Nachtspeicherheizung

### Ermittlung des Tagesbedarfs
Um die am nächsten Tag bereitzustellende Wärmemenge zu ermitteln, wird mittels eines Außentemperaturfühlers die Außentemperatur gemessen und damit die erforderliche Wärmemenge für den nächsten Tag abgeschätzt. Diese Aufgabe übernimmt die Aufladesteuerung. An den Speicherheizgeräten befindet sich der Aufladeregler, der die Aufladung dann abschaltet, wenn das Gerät die für den nächsten Tag erforderliche Wärme gespeichert hat.
Plötzliche Temperaturwechsel werden mit einer einfachen Steuerung nicht berücksichtigt. Komfortabler sind Nachtspeicheröfen mit zusätzlichen Heizelementen für Tagstrom, so dass bei plötzlichem Kälteeinbruch nachgeheizt werden kann.
Die Aufladezeiten einer Nachtspeicheranlage hängen von den Vorschriften des Energieversorgungsunternehmens und der Bauart der Heizung ab und betragen zwischen acht und zehn Stunden. Vom Energieversorger wird die Freigabe zur Aufladung je nach Tarifvertrag und Versorgungsgebiet in einem Zeitbereich von etwa 20 Uhr abends bis 6 Uhr des folgenden Tages erteilt. Diese Freigabezeit kann auch gesplittet werden, um die Netzbelastung zu entzerren, beispielsweise von 21 bis 22 Uhr und von 23 bis 6 Uhr. Die meisten Wärmestromanbieter haben dafür einen gegenüber dem Hochtarif (HT) deutlich günstigeren Niedertarif (NT), der umgangssprachlich als „Nachtstrom“ bezeichnet wird.
Die Versorgungsunternehmen bieten in der Regel mehrere Ladeprogramme an: über 8 Stunden, 8 + 2 Stunden, bis hin zu 10 Stunden oder 10 + 6 Stunden kommen verschiedene Varianten zum Einsatz. Beim letztgenannten Ladeprogramm bedeutet dies eine zehnstündige Nachtaufladung und eine Zusatzfreigabe am Tag für sechs Stunden.

### Statische und dynamische Wärmeabgabe
Derjenige Anteil der Wärme, der über die Geräteoberfläche abgegeben wird, wird als statische Wärmeabgabe bezeichnet, der Teil, der mit Hilfe des Ventilators bereitgestellt wird, als dynamische.
Ein Raumthermostat vergleicht die Raumtemperatur mit einem eingestellten Sollwert. Sinkt die Raumtemperatur unter den Sollwert, schaltet der Raumtemperaturregler den sich am Gerät befindenden Ventilator zu, wodurch die im Gerätekern gespeicherte Wärme in den Raum geblasen wird. Bei Erreichen des Sollwertes schaltet das Raumthermostat den Ventilator ab.

## Nachtspeicherheizung im Vergleich mit anderen Heizungsarten

### Betriebsrisiken
Gefahren durch Umfallen und hohe Oberflächentemperatur bestehen in gleichem Maß wie bei Verbrennungsöfen. Dementsprechend sind Mindestabstände zu Möbeln und brennbaren Stoffen einzuhalten und Wärmestau durch direkt vor und auf dem Ofen abgestellte Gegenstände zu verhindern. Die üblicherweise an den Geräten vorhandenen Umfallschutz-Vorrichtungen müssen korrekt montiert werden.
Ein Nachtspeicherheizgerät bringt die elektrischen Betriebsgefahren wie jedes andere Elektrogerät mit sich. Dafür entfallen alle Risiken der direkten Verbrennung hinsichtlich der Raumluft; Gasaustritt, Kohlenmonoxidanreicherung, Sauerstoffverbrauch.

### Vorteile

#### Allgemein
Vorteile einer Nachtspeicherheizung:
- geringer Verschleiß, keine Wartungskosten
- Strom ist gut zu transportieren
- kein Schornstein, keine Kosten für Schornsteinfeger
- keine Tanks oder Lagerräume für Brennstoffe erforderlich

#### Nur Einzelöfen
Ein Einzelofen ist günstiger in der Anschaffung als der nachträgliche Einbau einer Zentralheizung.
Bei einer Heizung ohne Wasserkreislauf besteht keine Einfriergefahr, etwa bei Nebenräumen außerhalb einer beheizten Wohnung oder bei nur zeitweise genutzten Gebäuden wie z. B. Ferienhäusern.
Der nachträgliche Einbau in ein Gebäude ohne Zentralheizung ist deutlich einfacher als der Einbau einer Zentralheizung mit Heizkörpern, weil keine Heizungsrohre zu den Heizkörpern verlegt werden müssen, die Verlegung der notwendigen Stromkabel ist einfacher, da es sich nur um ein Kabel handelt, das zudem flexibler ist. Daher sind Nachtspeicherheizungen oft in Altbauten anzutreffen, die ursprünglich mit Einzelöfen geheizt wurden.

### Nachteile

#### Allgemein
Im Vergleich zu Heizungsformen, die direkt mit Brennstoff betrieben werden (etwa Gasheizung, Ölheizung oder Pelletheizung), sind Elektroheizungen mit Abstand am ineffizientesten. Zwar wird im Haus ankommende elektrische Energie zu 100 % in Wärmeenergie umgewandelt, jedoch entstehen bei der Stromproduktion in fossilen Kraftwerken hohe Verluste, die im Gesamtsystem ebenfalls berücksichtigt werden müssen. Während moderne öl- bzw. gasbefeuerte Brennwertthermen Wirkungsgrade nahe 100 % besitzen, liegen die Wirkungsgrade von Kraftwerken zwischen ca. 30 bis 40 % für durchschnittliche Kohlekraftwerke und bis zu 60 % bei den modernsten Gas-und-Dampf-Kombikraftwerken. Zudem fallen Verluste bei der Stromübertragung an.
Die Klimabilanz von Nachtspeicherheizungen hängt stark von dem eingesetzten Brennstoff ab. Stammt die Energie aus fossilen Energieträgern, so fällt die CO2-Bilanz deutlich schlechter aus als bei allen anderen Heizsystemen. Dies gilt insbesondere dann, wenn die elektrische Energie aus Kohle gewonnen wird, die höhere Emissionen aufweist als die in Gebäudeheizungen verwendeten Energieträger Öl und Gas. Auch beim derzeitigen Energiemix in Deutschland emittieren Nachtspeicherheizungen wesentlich mehr klimaschädliches CO2 als fossile Heizungen. Stammt die elektrische Energie hingegen größtenteils oder vollständig aus kohlendioxidfreien Quellen wie z. B. der Wasserkraft, der Windenergie oder der Kernenergie, so ist die Emissionsbilanz besser als bei fossil betriebenen Heizungen. Allerdings muss berücksichtigt werden, dass auch in diesem Fall Nachtspeicherheizungen eine deutlich schlechtere Umweltbilanz haben als die ebenfalls elektrisch betriebenen Wärmepumpenheizungen, da Nachtspeicherheizungen pro kWh Wärme etwa 2,5 bis 4 mal so viel Strom benötigen wie Wärmepumpen.
Ein weiterer Nachteil ist, dass unbeheizt gebliebene Räume nicht spontan beheizt werden können. Damit zum Beispiel bei Ferienwohnungen auch bei längerer Abwesenheit nicht jede Nacht geladen werden muss, sind Steuergeräte mit programmierbaren Absenkungszeiten erhältlich.
Für eine komplett mit Strom betriebene Heizungs- und Warmwasseranlage ist ein verstärkter Hausanschluss erforderlich, da die Anschlussleistung sehr hoch ist.

#### Einzelöfen
Einzelöfen benötigen einen erheblichen Platz in jedem Raum, insbesondere mehr Platz als mit Wasser betriebene Heizkörper. Übliche Speicherheizgeräte haben Massen von 100 bis 400 kg. Bei Altbauten ist auf ausreichende Deckentragfähigkeit zu achten.
Wenn Staub in den Ofen gelangt, kann er dort beim Betrieb verschwelen und Schadstoffemission bzw. eine Geruchsbelästigung verursachen, insbesondere an den ersten Tagen einer Heizperiode.
Ältere Einzelöfen haben zumeist keine außentemperaturgeführte Speicherbeladung. Bei plötzlich steigender oder sinkender Außentemperatur lässt sich die Wärmeabgabe der Heizkörper nicht sofort nachregulieren.
Das Raumklima wird im Vergleich zu anderen Heizungsformen von vielen Menschen als unkomfortabel empfunden: Nachtspeicherheizungen heizen in der Nacht den Raum erheblich auf, wenn eigentlich kaum Wärmeenergie benötigt wird. Ein Teil der kostenintensiven Aufladung geht bereits als unerwünschte Wärme ab. Für reine Schlafzimmer sollten Nachtspeicherheizungen nicht geplant werden. Nachtspeicherheizungen verursachen wegen des Aufheizens/Auskühlens Schwankungen der Luftfeuchtigkeit. Zudem tritt oft eine Auskühlung am Abend auf. Um dem entgegenzuwirken, sind manche Geräte mit steuerbaren Lüftermotoren ausgestattet, die abends einen stärkeren Luftstrom erzeugen.
Das Geräusch des Gebläses kann störend sein.

## Probleme
Durch die Beheizung mit Strom aus fossilen Energieträgern entstehen etwa dreimal mehr CO₂-Emissionen als bei der lokalen Verbrennung fossiler Brennstoffe in Zentralheizungsanlagen. Der Einsatz von Nachtspeicherheizungen wurde dennoch in der Vergangenheit gerechtfertigt und insbesondere in den 1970er-Jahren sogar gefördert, um die nächtliche Grundlast zu erhöhen und so die Auslastung und Effizienz von Grundlastkraftwerken über den gesamten Tag zu verbessern. Heute wird diese Pufferung im Allgemeinen als nicht mehr notwendig erachtet; die Ausregelung etwaiger „Löcher“ erfolgt über flexibel einsetzbare Mittellastkraftwerke.
Durch die Ventilatoren können in manchen Räumen Luftwalzen entstehen, in denen Staub- und Schmutzpartikel ständig umgewälzt werden. An den Ausblasgittern der Geräte können hohe Oberflächentemperaturen wie bei Verbrennungsöfen auftreten, so dass ein ähnliches Verletzungsrisiko besteht.
Vor allem ältere Nachtspeicheröfen können schwach gebundenes Asbest, Speichersteine mit hohen Chromatgehalten und PCB-haltige elektrische Bauteile enthalten. Eine Entsorgung auf dem Sperrmüll ist nicht möglich. Zum Demontieren sind daher gegebenenfalls Fachfirmen nötig, welche die TRGS 519 (Technische Regeln für Gefahrstoffe – Asbest / Abbruch-, Sanierungs- oder Instandhaltungsarbeiten) zu beachten haben. Daher ist auch vom Einbau gebraucht erworbener Öfen abzuraten, wenn nicht sichergestellt ist, dass diese kein Asbest enthalten. Die Gerätehersteller geben in der Regel Auskunft, in welchen Geräten Asbest verwendet wurde.
Da neue Öfen praktisch nur noch als Ersatz für defekte Geräte verkauft werden, sind die Verkaufszahlen stark gesunken und die Preise deshalb verhältnismäßig hoch.

## Wechsel des Stromanbieters
Nach Recherchen der Stiftung Warentest glauben viele Nutzer von Nachtspeicherheizungen, dass sie den Strom ausschließlich beim örtlichen Energieanbieter, dem Grundversorger, beziehen können. Tatsächlich bieten mittlerweile aber zahlreiche Firmen Tarife für Nachtspeicherheizungen mit gemeinsamer Messung an. Ein Wechsel des Anbieters kann laut Stiftung Warentest eine jährliche Ersparnis von mehreren hundert Euro bringen.